# Барбарићи Краварски
Барбарићи Краварски су насељено место у општини Краварско, у Туропољу, Хрватска. До нове територијалне организације у Хрватској место је припадало бившој великој општини Велика Горица.

## Становништво
| Националност       | 1991.        |
| Хрвати             | 120 (97,56%) |
| Срби               | 0            |
| Југословени        | 0            |
| остали и непознато | 3 (2,43%)    |
| Укупно             | 123          |